# Ворж
Ворж (фр. Vorges) — коммуна во Франции, находится в регионе Пикардия. Департамент коммуны — Эна. Входит в состав кантона Лан-2. Округ коммуны — Лан.
Код INSEE коммуны — 02824.

## Население
Население коммуны на 2010 год составляло 378 человек.
| 1962 | 1968 | 1975 | 1982 | 1990 | 1999 | 2010 |
| ---- | ---- | ---- | ---- | ---- | ---- | ---- |
| 414  | 355  | 343  | 353  | 388  | 377  | 378  |

## Экономика
В 2010 году среди 236 человек трудоспособного возраста (15—64 лет) 146 были экономически активными, 90 — неактивными (показатель активности — 61,9 %, в 1999 году было 75,8 %). Из 146 активных жителей работали 131 человек (71 мужчина и 60 женщин), безработных было 15 (4 мужчины и 11 женщин). Среди 90 неактивных 21 человек были учениками или студентами, 41 — пенсионерами, 28 были неактивными по другим причинам.